# 2010 dans le Caucase
Chronologie en Europe
2008 dans le Caucase - 2009 dans le Caucase - 2010 - 2011 dans le Caucase - 2012 dans le Caucase
2008 par pays en Europe - 2009 par pays en Europe - 2010 par pays en Europe - 2011 par pays en Europe - 2012 par pays en Europe
2008 en Russie - 2009 en Russie - 2010 en Russie - 2011 en Russie - 2012 en Russie

## Chronologies dans le Caucase

### Géorgie
- 14 mars 2010 : Vaste canular, pendant 20 minutes sur le thème de l'envahissement de la Géorgie par les troupes russes, organisé par le président Saakachvili et la chaîne de télévision Imedi avec faux bulletin spécial, reportage factice et vidéos truquées[1].